# Aloe borziana
Aloe borziana é uma espécie de liliopsida do gênero Aloe, pertencente à família Asphodelaceae.